# Piona alzatei
Piona alzatei är en kvalsterart som först beskrevs av Duges 1884.  Piona alzatei ingår i släktet Piona och familjen Pionidae. Inga underarter finns listade i Catalogue of Life.